# Plymouth Modell 30U
Der Plymouth Modell 30U war ein Mittelklasse-PKW, den Chrysler unter dem Markennamen Plymouth im Modelljahr 1930 fertigte. Das Business-Coupé kostete als billigste Variante nur 590 US-$, nochmals 75 US-$ weniger als das gleiche Modell im Vorjahr.
Der Wagen besaß einen vergrößerten, seitengesteuerten 4-Zylinder-Reihenmotor mit 3.214 cm³, der eine Leistung 48 bhp (35 kW) abgab. Über eine Einscheiben-Trockenkupplung und ein Dreiganggetriebe mit Mittelschaltung wurden die Hinterräder angetrieben. Alle vier Räder waren hydraulisch gebremst. Es wurden alle damals üblichen Aufbauten mit 2 und 4 Türen angeboten. Vom Vorgängermodell U unterschieden sich die Fahrzeuge im Wesentlichen durch einen voll verchromten Kühlergrillrahmen und Kotflügel in schwererer Ausführung.
Als die Modellreihe im Mai 1931 vom Modell PA abgelöst wurde, waren 76.950 Exemplare entstanden, was einen 30%igen Rückgang gegenüber den Verkaufszahlen des Vorjahres darstellte.

## Quelle
- Beverly R. Kimes, Henry A. Clark: Standard Catalog of American Cars 1805–1942. Krause Publications, Iola 1985, ISBN 0-87341-045-9.

Im Zeitraum von 1942 bis 1946 gab es aufgrund des Zweiten Weltkrieges nur eine eingeschränkte zivile Fahrzeugproduktion.